# Jules Ortegat
Jules Léon Albert Ghislain Ortegat (Mechelen, 23 december 1857 - aldaar, 8 juni 1925) was een Belgisch ondernemer en politicus voor de Katholieke Partij.

## Levensloop
Ortegat was een zoon van de wijnhandelaar Leon Ortegat. Hij promoveerde tot doctor in de rechten aan de Katholieke Universiteit Leuven en trouwde met Louise Boval uit Frasnes-lez-Buissenal. Hij vestigde zich als handelaar en was ook bestuurder van de Bank van Mechelen.
Hij werd verkozen tot gemeenteraadslid van Mechelen in 1890 en bleef dit tot in 1895, werd niet herkozen voor de volgende termijn, maar was er opnieuw bij van 1899 tot 1909. Van 1900 tot 1903 was hij ook schepen.
In 1891 volgde hij François Xavier De Pauw op als provincieraadslid voor het kanton Mechelen, maar hij verloor zijn zetel bij de provincieraadsverkiezingen van 1894. Van de zeven katholieke kandidaten in het kanton Mechelen waren er toen zes verkozen. Ortegat niet en moest in ballotage opkomen tegen de liberaal Van Breedam. Dat Ortegat het verloor werd toegeschreven aan de populariteit van de landbouwer Van Breedam en aan de persoonlijkheid van Ortegat die als te conservatief werd ervaren. In 1896 deed hij zijn herintrede in de Antwerpse provincieraad  en werd in 1903 bestendig afgevaardigde. 
In 1909 werd Ortegat verkozen tot katholiek volksvertegenwoordiger voor het arrondissement Mechelen en vervulde dit mandaat tot in 1919. Hij was een gezaghebbende personaliteit in de Katholieke Vereeniging van Mechelen, maar ondervond toch heel wat kritiek, vooral vanuit de arbeidersvleugel, vanwege zijn conservatieve en Franstalige opstelling. 
In 1909 kwam het tot een fikse rel binnen de partij. Toen de Mechelse burgemeester en volksvertegenwoordiger Edouard De Cocq overleed, zorgde Ortagat ervoor dat hij als burgemeester werd opgevolgd door Karel Dessain en niet door Jules Nobels, die de voorkeur had van de christendemocraten. Hijzelf haalde het, ook op Jules Nobels, als kandidaat-volksvertegenwoordiger en werd verkozen, weliswaar met een sterk gedaald percentage van het electoraat. Na de Eerste Wereldoorlog keerde het tij en werd de katholieke kiesvereniging opgevolgd door een katholieke partij met standenvertegenwoordiging. Hierin was geen plaats meer voor Ortegat. Hij richtte een afscheuring op onder de naam Katholieke Nationale Associatie. Hij was kandidaat bij de wetgevende verkiezingen van 1919 en 1921 maar werd niet meer verkozen.